# Andrena humlaensis
Andrena humlaensis är en biart som beskrevs av Erwin Scheuchl 2005. Andrena humlaensis ingår i släktet sandbin, och familjen grävbin. Inga underarter finns listade i Catalogue of Life.